# Auguste Galimard
Nicolas Auguste Galimard (* 25. März 1813 in Paris; † 16. Januar 1880 in Montigny-lès-Cormeilles, Département Val-d’Oise) war ein französischer Maler, Lithograf und Kunstschriftsteller.

## Leben
Seinen ersten künstlerischen Unterricht bekam Galimard von seinen Onkeln, dem Historienmaler
Nicolas-Auguste Hesse (1795–1869) und dessen Bruder, dem Porträtmaler Henri-Joseph Hesse (1781–1849). Später wechselte er dann – ebenfalls als Schüler – in das Atelier von Jean-Auguste-Dominique Ingres. Durch diesen machte Galimard auch die Bekanntschaft des Bildhauers Denis Foyatier (1793–1863), bei dem er auch einige Zeit lernte.
Bereits mit 18 Jahren konnte Galimard 1831 auf der großen Ausstellung des Pariser Salons mit zwei Gemälden erfolgreich debütieren: Die heiligen Frauen am Grab und Burgfrau des 16. Jahrhunderts. Zwischen 1835 und 1880 waren in fast allen Ausstellungen des Pariser Salons Werke von Galimard zu sehen.
Galimards Leda sollte 1855 anlässlich der Weltausstellung in Paris ausgestellt werden, wurde aber von der Jury wegen Unschicklichkeit abgelehnt. Dies wurde natürlich von Publikum wie auch offizieller Kunstkritik kontrovers diskutiert und machte den Künstler über die Grenzen Frankreichs bekannt. Napoleon III. erwarb dieses Werk und schenkte es König Wilhelm I. von Württemberg. Die Kunstsammlung von König Wilhelm II. von Württemberg wurde am 26. und 27. Oktober 1920 in der 77. Versteigerung des Kunsthändlers Felix Fleischhauer in Stuttgart auktioniert. Seit der Auktion 1920 war das Gemälde Leda mit dem Schwan im Eigentum von Adolf und Selma Wolf. 1938 wurde das Gemälde Leda mit dem Schwan der Jüdin Selma Wolf durch Stuttgarter NS-Stellen geraubt und gelangte in den Sonderauftrag Linz für das geplante Linzer Führermuseum. Während der NS-Zeit wurde das Gemälde  in Kremsmünster gelagert und verblieb bis 1948 im Depot in Ennsegg (Oberösterreich). Galimards „Leda mit dem Schwan“ wurde am 26. April 1948 gemeinsam mit den anderen großformatigen Bildern in das Depot nach Linz verbracht und befindet sich bis heute dort im Linzer Schlossmuseum.
Neben seinem Schaffen als Maler und Lithograf wirkte Galimard auch als Kunstschriftsteller. Unter dem Pseudonym Judex bzw. Dicastès veröffentlichte er Artikel in Zeitschriften wie L’artiste, La Patrie und Revue des Beaux-arts.
Acht Wochen vor seinem 67. Geburtstag starb Auguste Galimard am 16. Januar 1880 in Montigny-lès-Cormeilles.

## Werke (Auswahl)
Bilder
- Die Freiheit, welche sich auf Christus stützt, Allegorie
- Nausikaa
- Die eifersüchtige Juno
- Leda mit dem Schwan, signiert und datiert 1855, Linz/Donau, Schlossmuseum
- La reine des anges, 1836
- La nativité, 1851

Bücher
- Les deux propriétaires. Dialogue en vers, Paris 1859.
- Examen de Salon de 1849, Paris 1849.
- Exposition particulière des œuvres de M. Auguste Galimard, Paris 1855.
- Les grands artistes contemporains, Paris 1860.
- Notice biographique sur Jean-Baptiste Lepère, Ducessois, Paris 1847.
- Notice biographique sur Louis-Pierre Baltard, Ducessois, Paris 1847.